# Jonchères
Jonchères är en kommun i departementet Drôme i regionen Auvergne-Rhône-Alpes i sydöstra Frankrike. Kommunen ligger i kantonen Luc-en-Diois som tillhör arrondissementet Die. År 2022 hade Jonchères 26 invånare.

## Befolkningsutveckling
Antalet invånare i kommunen Jonchères
Referens:INSEE